# Ailleurs - Volume 1
Pour les articles homonymes, voir Ailleurs.
 (septembre 2017).
Si vous disposez d'ouvrages ou d'articles de référence ou si vous connaissez des sites web de qualité traitant du thème abordé ici, merci de compléter l'article en donnant les références utiles à sa vérifiabilité et en les liant à la section « Notes et références ».
Albums de Éric Lapointe
Ma peau
(2008) Ailleurs - Volume 2
(2009)
Ailleurs - Volume 1 est la première partie d'une compilation, distribuée par Diffusion YFB, du chanteur québécois Éric Lapointe, sortie en avril 2009.
Elle contient quatorze chansons, tirées de différents albums de compilation ou de collaborations, et qui ne sont pas incluses dans les albums réguliers de l'artiste. Ce disque est suivi, en novembre, par une seconde partie, Ailleurs - Volume 2.
La chanson éponyme Ailleurs, qu'Éric Lapointe se partage avec Marjo, ne se trouve pas sur cet album mais sur la compilation Marjo et ses hommes - Volume 1, publiée en novembre.
Ailleurs - Volume 1 est certifié disque d'or, pour 40 000 exemplaires vendus, par Music Canada.

## Liste des titres
| 1.    | L'amour existe encore (avec la participation de Céline Dion)           | extrait de Céline sur les plaines (DVD, 2008)            | 4:21 |
| 2.    | Le matou dégriffé                                                      | extrait de Annie et ses hommes                           | 2:55 |
| 3.    | Une chance qu'on s'a                                                   | extrait de Le petit roi                                  | 4:13 |
| 4.    | I want you, I need you, I love you                                     | extrait de Top CD                                        | 3:34 |
| 5.    | Papa pourquoi tu cries                                                 | Prince d'Azur de Francis Bernier (2007)                  | 4:54 |
| 6.    | Le pitbull s'en vient                                                  | extrait de Les Boys III (BO, 2001)                       | 3:38 |
| 7.    | Un homme ça pleure aussi (avec la participation de Dan Bigras)         | extrait de Le chien (1998)                               | 4:36 |
| 8.    | Folle de nuit                                                          | extrait de Fiori, un musicien parmi tant d'autres (2006) | 4:02 |
| 9.    | À toi (reprise de Joe Dassin)                                          | extrait de Salut Joe !                                   | 3:38 |
| 10.   | Chasse-galerie (avec la participation de Claude Dubois et Garou)       | extrait de Duos Dubois (2007)                            | 4:09 |
| 11.   | Rock steady (avec la participation de Nanette Workman)                 | extrait de Vanilla Blues Café (2003)                     | 3:26 |
| 12.   | Les uns contre les autres                                              | extrait de Loft Story (2003)                             | 4:07 |
| 13.   | Si je savais parler aux femmes (avec la participation de Les Divans)   | extrait de Les Divans                                    | 3:35 |
| 14.   | L'héroïne de cette histoire (avec la participation de Isabelle Boulay) | extrait de Scènes d'amour (2000)                         | 4:39 |
| 55:13 |                                                                        |                                                          |      |